# 施佩爾山
47°11′08″N 9°07′22″E / 47.18556°N 9.12278°E

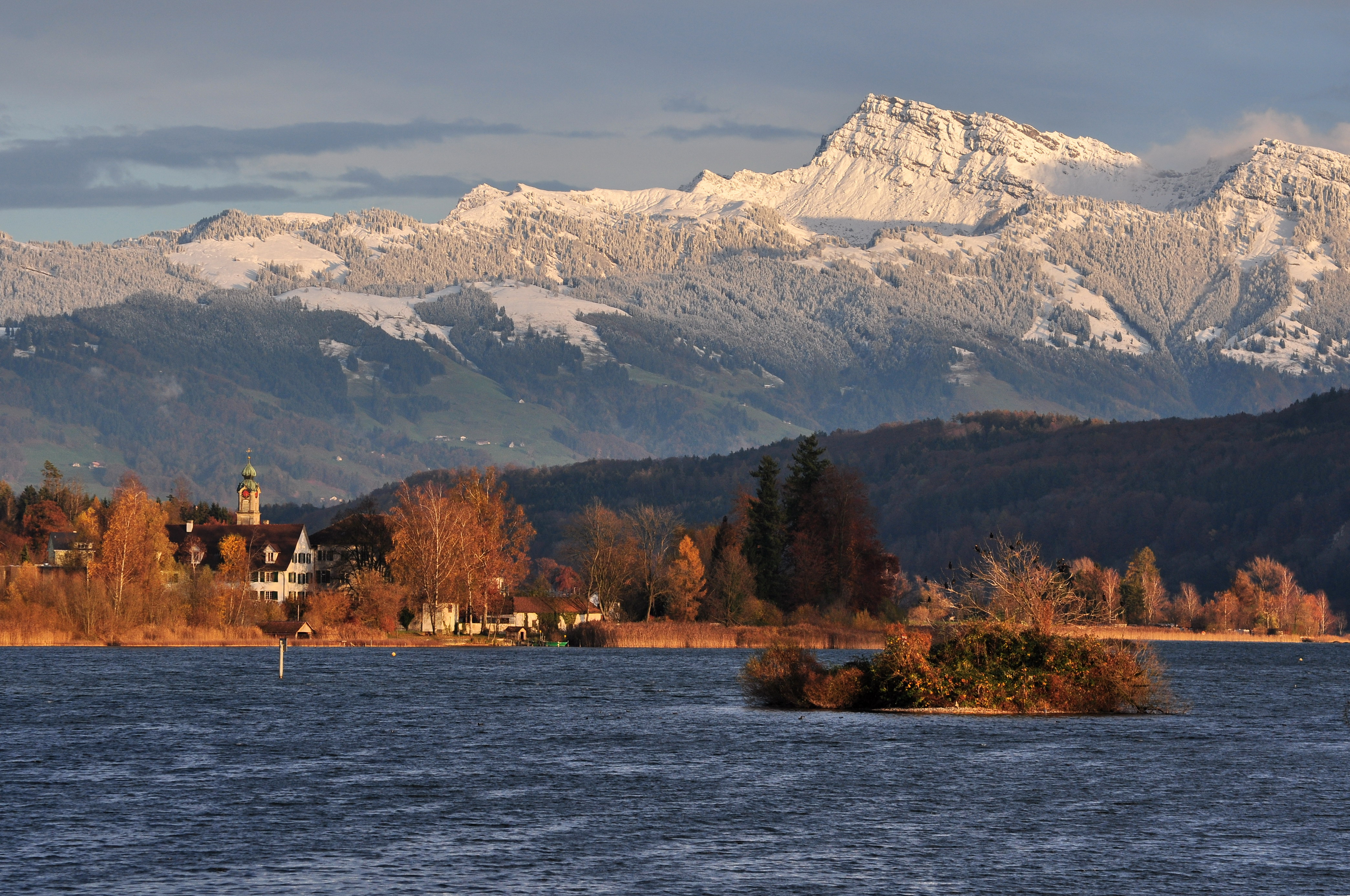

施佩爾山（Speer），是瑞士的山峰，位於該國東北部，由聖加侖州負責管轄，屬於阿彭策爾阿爾卑斯山脈的一部分，海拔高度1,951米，每年平均降雨量1,954毫米。

## 外部連結
- Speer on Summitpost （页面存档备份，存于）
- Speer on Hikr （页面存档备份，存于）